# Liste der Träger des Verdienstordens des Landes Rheinland-Pfalz/1992
Im Jahr 1992 wurden folgende Personen mit dem Verdienstorden des Landes Rheinland-Pfalz geehrt:
| Ordensträger            | Lebensdaten | Wohnort            | Wirken                                                                                         |
| ----------------------- | ----------- | ------------------ | ---------------------------------------------------------------------------------------------- |
| Schwester M. Almerita   |             | Waxweiler          | bürgerlich Agnes Dewald                                                                        |
| Marlies Becker          |             | Pillig             |                                                                                                |
| Walter Bentlage         |             | Trier              |                                                                                                |
| Ingeborg Berger         |             | Kaiserslautern     |                                                                                                |
| Theo Bodschard          |             | Trier              |                                                                                                |
| Erich Breiding          | 1925–2009   | Worms              | Unternehmer                                                                                    |
| Siegmund Crämer         | 1926–2020   | Bad Dürkheim       | Funktionär der Bundesvereinigung Lebenshilfe                                                   |
| Waldemar Derendorf      |             | Lahnstein          |                                                                                                |
| Ernst Freichel          |             | Trier              |                                                                                                |
| Erich Fuchs             | 1925–2014   | Kaiserslautern     | Sprinter, Leichtathletiktrainer und Sportpädagoge                                              |
| Pierre Gallien          |             | Montrouge          |                                                                                                |
| Josef Gillich           | 1926–2019   | Haßloch            | Vertriebenenfunktionär, Bruder von Stefan Gillich                                              |
| Georg K. Glaser         | 1910–1995   | Paris              | deutschsprachiger Schriftsteller mit zunächst deutscher, dann französischer Staatsbürgerschaft |
| Peter Göbel             |             | Echternacherbrück  |                                                                                                |
| Michel Grüber           |             | Eisenach           |                                                                                                |
| Manfred Hartung         |             | Karlsruhe          |                                                                                                |
| Schwester M. Hildeberta |             | Koblenz            | bürgerlich Regina Engstler                                                                     |
| Hans-Peter Hilgers      |             | Trier              |                                                                                                |
| Werner Hublitz          | 1926–2004   | Obermoschel        | Steuerbeamter und Politiker (SPD)                                                              |
| Raymond Janot           |             | Paris              |                                                                                                |
| Léon Jung               |             | Untereisenbach     |                                                                                                |
| Rudolf Jung             |             | Mainz-Kostheim     |                                                                                                |
| Mathilde Kahseböhmer    |             | Landstuhl          | Funktionärin der Behindertenhilfe Westpfalz e. V.                                              |
| Werner Kleindienst      |             | Weilerbach         |                                                                                                |
| Karlheinz Klöckner      |             | Altenkirchen       |                                                                                                |
| Ernst Knoth             |             | Kenn               |                                                                                                |
| Wolfgang Konder         |             | Trier              |                                                                                                |
| Heinrich Krehbiel       | * 1954      | Zweibrücken        | Orthopäde                                                                                      |
| Robert Kreuter          |             | Dreis-Brück        |                                                                                                |
| Alfons Lambach          |             | Dernbach           |                                                                                                |
| Eugen Lelle             |             | Hermersberg        |                                                                                                |
| Margot Lenhard          |             | Henau              |                                                                                                |
| Alain L’Huillier        |             | Horbruch           |                                                                                                |
| Hertha Lieberich        |             | Kaiserslautern     |                                                                                                |
| Werner Lintz            | 1929–2016   | Zweibrücken        | Vizepräsident des Pfälzischen Oberlandesgerichts Zweibrücken                                   |
| Albrecht Martin         |             | Bad Kreuznach      |                                                                                                |
| Margret Mehs            |             | Mainz              |                                                                                                |
| Helmut Milz             |             | Kaiserslautern     |                                                                                                |
| Johann Müller           |             | Plaidt             |                                                                                                |
| Gisela Müller-Fohrbrodt |             | Trier              |                                                                                                |
| Carlfritz Nicolay       | 1922–1997   | Cochem             | Maler und Grafiker                                                                             |
| Hans Premm              |             | Meisenheim         |                                                                                                |
| Johanna Priester        |             | Meckenheim         |                                                                                                |
| Lotte Reimers           | * 1932      | Deidesheim         | Keramikerin                                                                                    |
| Paul Schmitt            |             | Niederfischbach    |                                                                                                |
| Luitpold Seelmann       |             | Lambrecht          | Mitverfasser der Geißbock-Festspiele                                                           |
| Heinrich Seiler         |             | Trier              |                                                                                                |
| Klaus Stieh-Hoch        |             | Oppenheim          |                                                                                                |
| Marianne Sutter         | * 1931      | Zweibrücken        | Kommunalpolitikerin (SPD)                                                                      |
| Karl Thorwirth          | 1923–2003   | Wörrstadt          | Gewerkschafter und Politiker (SPD)                                                             |
| Edmund Wahlen           |             | Farschweiler       |                                                                                                |
| Wolfgang Wiedenroth     |             | Ingelheim am Rhein |                                                                                                |
| Gisela Wirtgen          |             | Windhagen          |                                                                                                |
| Erich Ziegler           |             | Sankt Martin       | langjähriger Ortsbürgermeister von Sankt Martin                                                |
| Ingeborg Zohlnhöfer     |             | Mainz              |                                                                                                |